# Hsunycteris pattoni
Hsunycteris pattoni (Woodman & Timm, 2006) è un pipistrello della famiglia dei Fillostomidi diffuso nell'America meridionale.

## Descrizione

### Dimensioni
Pipistrello di piccole dimensioni, con la lunghezza della testa e del corpo di 57 mm, la lunghezza dell'avambraccio tra 31,22 e 34,1 mm, la lunghezza della coda di 10 mm, la lunghezza del piede di 9 mm, la lunghezza delle orecchie di 16 mm e un peso fino a 8,6 g.

### Aspetto
La pelliccia è corta e setosa. Le parti dorsali sono bruno-rossastre con la base dei peli chiara, mentre le parti ventrali sono più chiare. Il muso è lungo, con il labbro inferiore attraversato da un profondo solco longitudinale contornato da due cuscinetti carnosi e che si estende ben oltre quello superiore. La foglia nasale è lanceolata, ben sviluppata e con la porzione anteriore saldata al labbro superiore. Le orecchie sono corte, triangolari con l'estremità arrotondata e ben separate tra loro. Le ali sono attaccate posteriormente sulle caviglie. La coda è corta e fuoriesce con l'estremità dalla superficie dorsale delluropatagio. Il calcar è più corto del piede.

## Biologia

### Alimentazione
Si nutre di nettare e polline.

## Distribuzione e habitat
Questa specie è conosciuta soltanto in una località del Perù sud-orientale e nell'Ecuador centrale.
Vive nelle foreste tropicali umide sempreverdi.

## Conservazione
Questa specie, essendo stata scoperta solo recentemente, non è stata sottoposta ancora a nessun criterio di conservazione.